# Atwood (månekrater)
Atwood er et nedslagskrater på Månen, beliggende i Mare Fecunditatis på Månens forside nordvest for det fremtrædende Langrenuskrater. Det er opkaldt efter den engelske matematiker George Atwood (1745 – 1807).
Navnet blev officielt tildelt af den Internationale Astronomiske Union (IAU) i 1976. Indtil det blev navngivet af IAU, kaldtes Atwood "Langrenus K".

## Omgivelser
Atwood danner en tripleformation sammen med Naonobu, der er forbundet med den nordre rand og Bilharz nær den vestlige rand.

## Karakteristika
Atwoodkrateret ligger nær kanten af de ydre volde fra Langrenuskrateret, og udkastningerne herfra danner lave rygge, som er forbundet med Atwoods sydlige kant. I kraterets indre findes en lav, central top, som indgår i en højderyg, der løber ud til kraterets nordlige rand.

## Måneatlas
- Billeder af Atwoodkrateret i LPI-måneatlasset